# Zwei Jahre vorm Mast
Zwei Jahre vorm Mast (engl. Two Years before the mast) ist ein autobiografisches Werk von Richard Henry Dana, Jr. aus dem Jahr 1840. Es erzählt vom Aufenthalt des Erzählers als Seemann an Bord eines Kap Hoorniers zwischen 1834 und 1836. Danas Aufzeichnungen zählen zu den populärsten Sachbucherzählungen der amerikanischen Literatur und liefern einen sehr anschaulichen und wahrhaftigen Bericht vom Leben auf den alten Segelschiffen.
Der Verfasser war ein an der Harvard University ausgebildeter Anwalt und ein Berater bei der Gründung und Ausrichtung der Free Soil Party.

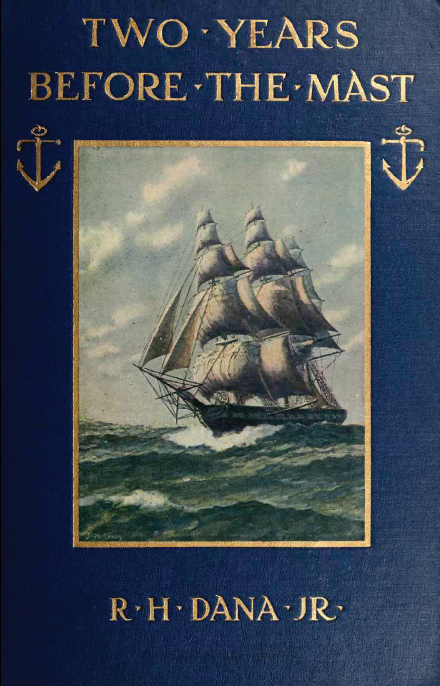
Two Years Before the Mast (Houghton-Mifflin-Ausgabe)

Das Werk wird von vielen Wissenschaftlern als einer der Gründungsakte der amerikanischen Literatur angesehen, als der erste große „wahre Roman“ (und ein großer Bucherfolg für die damalige Zeit) vor Thoreaus Walden, dem es etwa fünfzehn Jahre vorausging, und den Werken Mark Twains.

## Inhalt
Danas Buch ist in erster Linie ein lebendiger, akkurater Bericht aus erster Hand über das Leben an Bord eines amerikanischen Hochseeseglers in der Mitte des 19. Jahrhunderts. Der lange Aufenthalt des Schiffes in den verschiedenen Häfen der kalifornischen Küste (fast ein Jahr zwischen San Diego, Santa Barbara, Los Angeles, San Francisco …) erlaubt es dem Autor auch, ein Porträt von Kalifornien zu zeichnen, das sich sehr vom heutigen Bild dieses Landes  unterscheidet. Zu jener Zeit war es ein vergessener Bundesstaat Mexikos, spärlich besiedelt von einigen spanischen Familien und von der Kirche versklavten Indianern. In wirtschaftlicher Lethargie versunken, lebte es vom Export von Talg und Ochsenhäuten. Als Passagier auf einem Dampfer pilgerte der Autor 1859 in ein amerikanisch gewordenes und durch den Goldrausch völlig verwandeltes Kalifornien: San Francisco, das zum Zeitpunkt seines ersten Aufenthaltes neben der spanischen Post nur aus einer Holzhütte bestand, war zu einer kosmopolitischen Großstadt mit 100.000 Einwohnern geworden. Diese Erfahrung fügte er in einer 1869 erschienenen Neuauflage hinzu.

## Reiseroman und kämpferisches Zeugnis
Das Werk ist keine einfache Geschichte von Abenteuern auf See oder Reisen zur Unterhaltung des Lesers, obwohl die lebhaften Beschreibungen des Meeres, der Manöver an Bord eines Großseglers und der menschlichen Beziehungen an Bord es zu einer ausgezeichneten Lektüre für Eskapismus machen: Richard Dana wollte mit diesem Buch fernab von romantischen Klischees ein Zeugnis über das wenig beneidenswerte Schicksal der Seeleute ablegen. Als er nach diesem Zwischenspiel auf hoher See seine Anwaltspraxis wieder aufnahm, spezialisierte er sich auf das Seerecht, wurde zum Verteidiger ausgebeuteter Seeleute und veröffentlichte unter dem Titel The seaman's friend ein popularisierendes Buch zum Seerecht für einfache Seeleute.

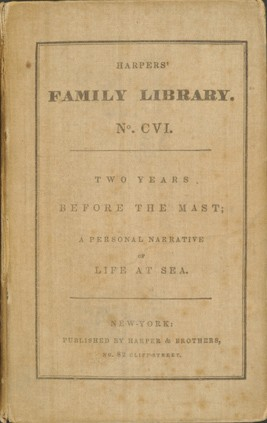
Erste Ausgabe von Two Years Before the Mast, 1840

Es gibt zahlreiche Auflagen, Ausgaben und Übersetzungen des Werkes in andere Sprachen. Es fand Aufnahme in verschiedenen prominenten Buchreihen, wie z. B. der Library of America, den Harvard Classics  oder den Penguin Classics.
Eine französische Übersetzung besorgte Simon Leys, der sich zu diesem Zweck auf der Dreimaster-Schonerbark Leeuwin einschiffte, um sich mit den Fachbegriffen des Segelns im 19. Jahrhundert vertraut zu machen.

## Verfilmung
Der Roman wurde 1946 unter dem gleichen Originaltitel verfilmt (dt. Titel: In Ketten um Kap Horn). Brian Donlevy übernahm darin die Rolle von Dana.